# Giáo hoàng Bônifaciô IX
Bônifaciô IX (Latinh: Bonifacius IX) là vị giáo hoàng thứ 203 của giáo hội công giáo.
Theo niên giám tòa thánh năm 1806 thì ông đắc cử Giáo hoàng năm 1389 và ở ngôi Giáo hoàng trong 13 năm 11 tháng. Niên giám tòa thánh năm 2003 xác định ông đắc cử Giáo hoàng ngày 2 tháng 11 năm 1389, ngày khai mạc chức vụ mục tử đoàn chiên chúa là ngày 9 tháng 11 năm và ngày kết thúc triều đại của ông là ngày 1 tháng 10 năm 1404.
Giáo hoàng Bonifacius IX sinh tại Naples với tên thật là Pietro Tomacelli. Sau khi Giáo hoàng Urbano VI qua đời ngày 15.10.1389 tại Roma, ngày 2 tháng 11, 14 hồng y họp bầu đức hồng y Pietro Tomacelli ở tuổi 30 lên kế vị. 

## Vấn đề ly giáo
Ông lấy hiệu là Bonifacius IX. Ông cố tìm một sự thông cảm đối với phản Giáo hoàng Clement VII đã qua đời.
Lúc này ở Avignon, Clementê VII mất ngày 16.9.1394, các hồng y đã bầu hồng y Pedro de Luna, người Tây Ban Nha, làm Giáo hoàng, tức là Benedicto XIII (1394-1423). Ông là một nhân vật đạo đức, thông minh, tính tình đanh thép.
Các Giáo hoàng ra vạ tuyệt thông lẫn nhau và gây cho mình. Giáo hoàng không ổn định được vấn đề ly giáo, khi Giáo hoàng giả thứ 2 là Benedicto XIII ở Avignon từ chối mọi hình thức hoà giải.
Giữa hoàn cảnh đó, các nhà thần học và giáo luật ở Đại học Paris đã cố gắng tìm một giải pháp trung dung để chấm dứt cuộc ly khai. Ho đưa ra ba giải pháp: 1) giải pháp "thoái vị" (Via cessionis): cả hai cùng từ chức; 2) giải pháp "hòa đàm" (Via compromissi): một trọng tài đứng ra hòa giải; 3) giải pháp "thượng hội đồng" (Via Synodi Generalis): một đại công đồng được triệu tập để giải quyết vấn đề.
Giải pháp thứ nhất được xem là đem lại sự hiệp nhất nhanh nhất. Nghĩa là cả hai Giáo hoàng cùng từ chức, rồi hai Hồng y đoàn hội lại thành một hội đồng bầu cử Giáo hoàng mới. Hai bên đều đã hứa, nhưng không đi đến thực hiện, vì đức Benedict XIII không bao giờ tỏ ra thành thực từ chức; kể cả khi hai nước Pháp và Tây Ban Nha thôi ủng hộ. 

## Tổ chức năm thánh
Giáo hoàng Bonifacius IX đã cử hành Năm Thánh thứ 3 (1390) và thứ 4 (1400).

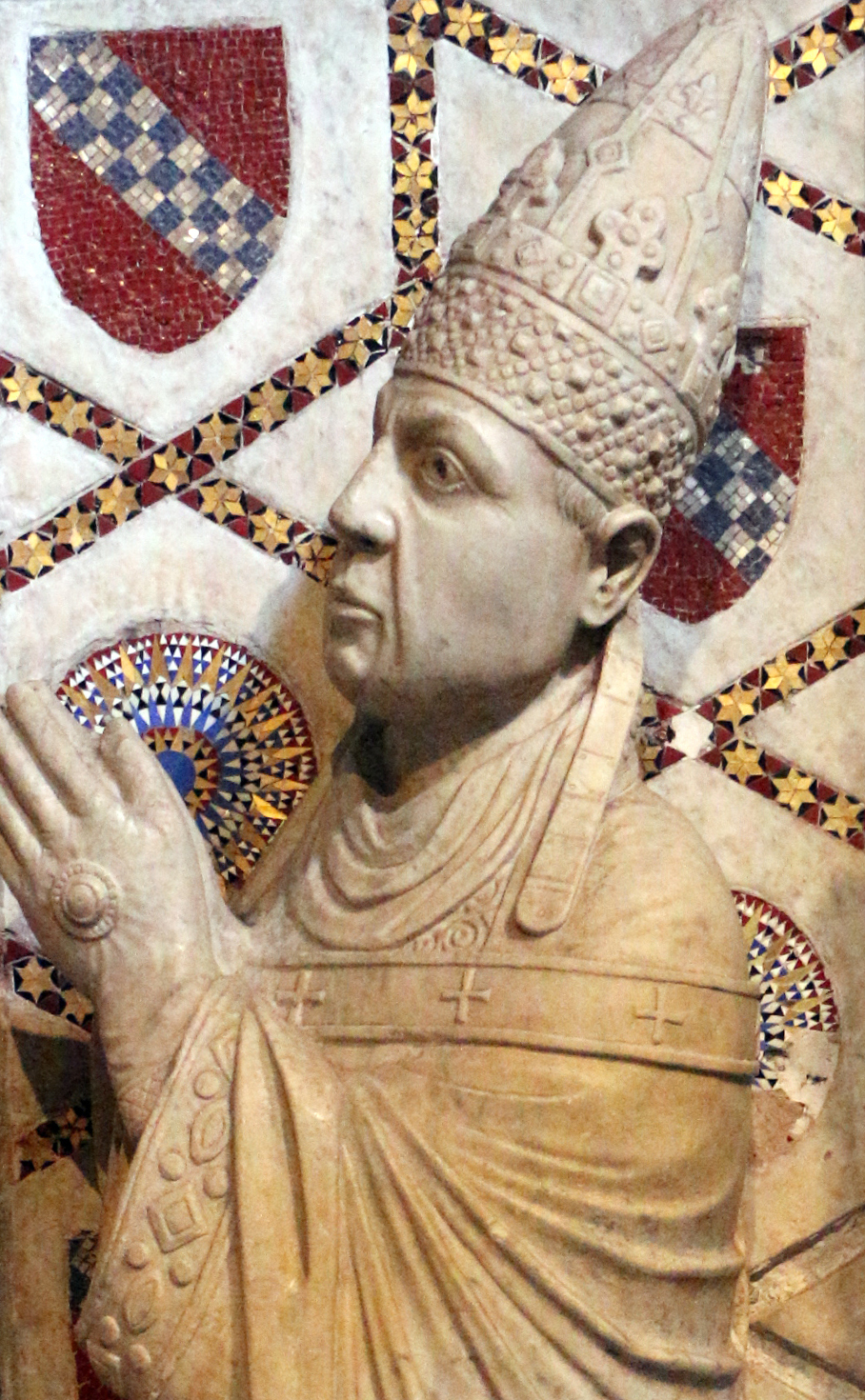
Tượng đương thời về Bônifaciô IX tại Tổng lãnh vương cung thánh đường Thánh Gioan Latêranô.

Năm thánh thứ 3 – 1390: Năm Thánh này đã được vị tiền nhiệm là Urbanô VI (1378-1389) công bố với ý định là, Năm Thánh mới sẽ cử hành cứ mỗi 33 năm, đánh dấu thời gian Chúa Giêsu sống trên thế gian. Vào dịp Năm Thánh 1390, Đền thờ Đức Bà Cả ở Rôma được ghi thêm vào danh sách các Đền thờ (Đền thờ Thánh Phêrô, Thánh Phaolô, Gioan Latêranô) khách hành hương phải kính viếng để được ơn toàn xá.
Năm thánh 1400 với mục đích để cho các giáo hữu đổ xô về Rôma dịp thế kỷ mới. Vào năm 1400, Giáo hội vẫn còn trong thời kỳ phân ly khi có cùng một lúc có các Giáo hoàng khác nhau cư ngụ ở Rôma và Avignon (Pháp). Giáo hữu Pháp, Tây Ban Nha và Ý ở một số nơi đã không dự hành hương Năm Thánh đến Rôma dịp này vì bị các vua chúa đang xung đột với Giáo hoàng ngăn cấm.
Boniface IX đã thêm Nhà thờ Thánh Lôrensô ngoại thành, Thánh Maria ở Trastevere và Thánh Maria Rotonda vào danh sách 4 Đền thờ truyền thống (Phêrô, Phaolô, Gioan Latêranô, và Đức Bà Cả) khách hành hương phải viếng để được ơn toàn xá.
Năm Thánh 1400 cũng còn khởi đầu cho ý nghĩa hành hương tạ tội. Ông thường bán các ân xá của Giáo hội với giá cao nhất để thu về một khoản tiền lớn. 